# Leopold Wackarž

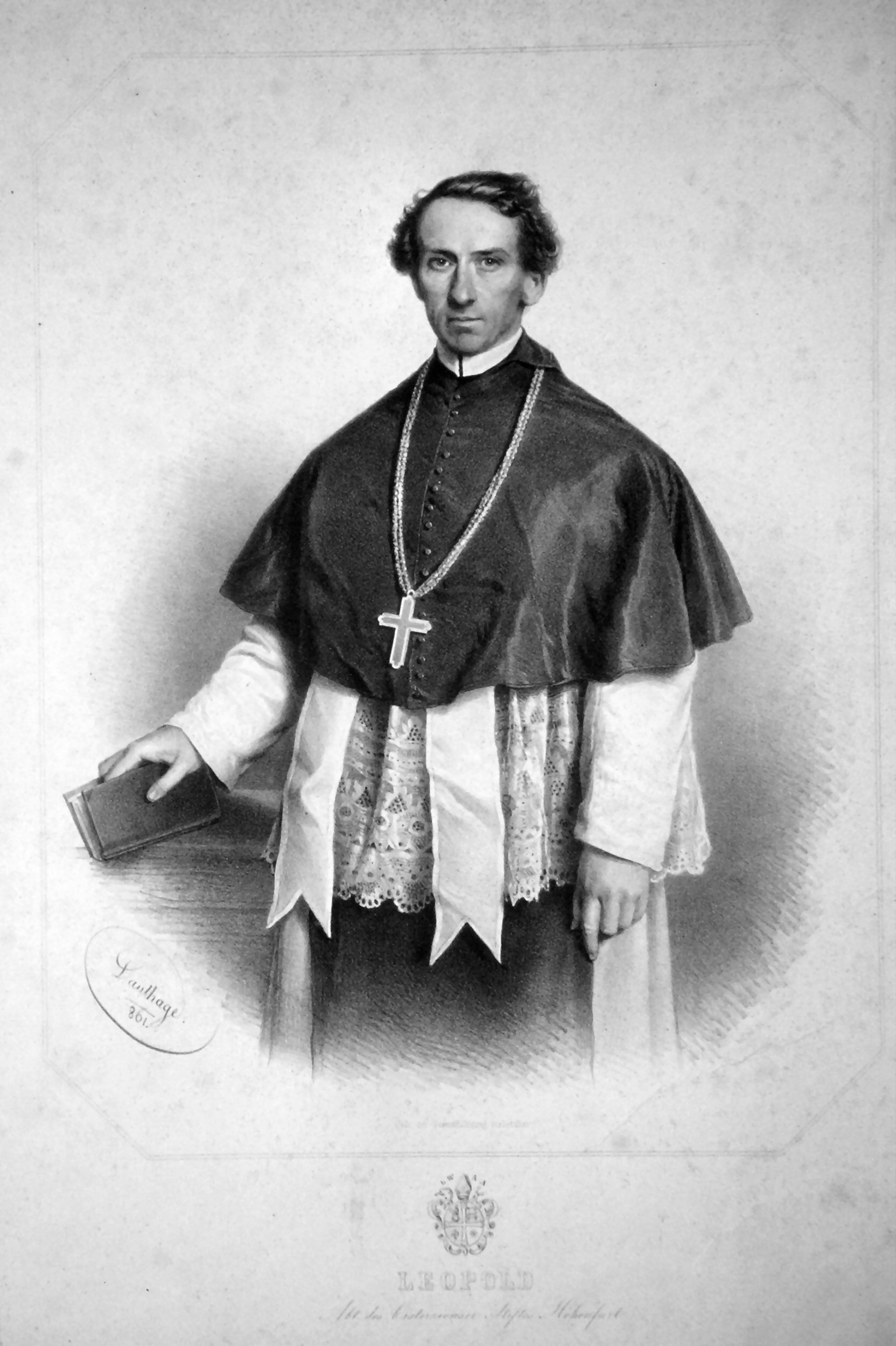
Leopold Wackarz als Abt von Hohenfurth, Lithographie von Adolf Dauthage, 1861

Leopold Wackarž SOCist (* 3. Mai 1810 in Oberplan, Böhmen; † 13. Dezember 1901) war der 41. Abt des Klosters Hohenfurth und der 43. Generalabt des Zisterzienserordens. 

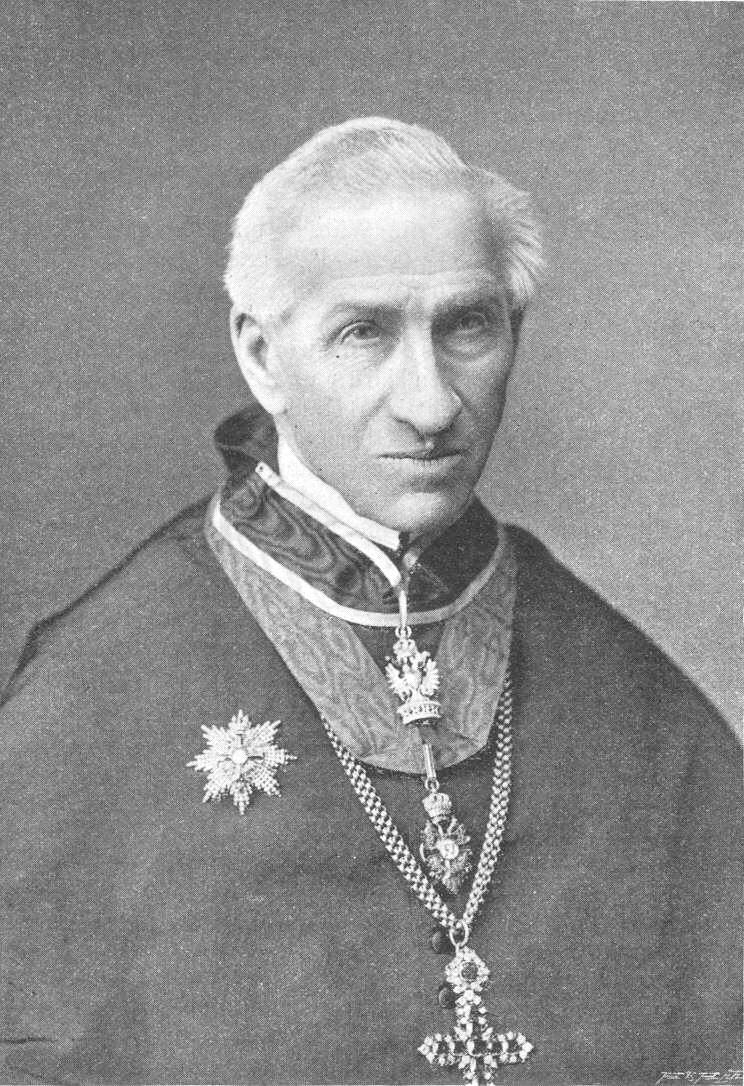
Als Generalabt der Zisterzienser der allgemeinen Observanz

## Leben und Wirken
Als Anton Wackarž geboren, trat er 1833 in das Zisterzienserstift Hohenfurth ein, wo er den Ordensnamen Leopold annahm. Am 1. März 1835 fand seine feierliche Profess statt und am 15. August 1836 empfing er die Priesterweihe. Am 11. November 1857 wurde er vom Konvent zum Abt gewählt; dieses Amt hatte er 44 Jahre bis zu seinem Tode inne und ist damit der längstregierende Abt des Klosters Hohenfurth. Am 12. November 1857 empfing er die Benediktion, umgangssprachlich „Abtweihe“.
Ab 1875 wurde er mehrfach zum Generalvikar der Kongregation gewählt und 1891 – mit 82 Jahren – zum Generalabt des Ordens. Als Generalabt erlebt er 1892 die kirchenrechtliche Abspaltung der Trappisten durch Papst Leo XIII. zu einem eigenen Orden, den Zisterziensern von der strengeren Observanz (OCR oder OCSO). Er selbst blieb Generalabt der allgemeinen Observanz des Zisterzienserordens (SOCist). In dieser Funktion diente er bis 1900.
Widmungsträger der Messe in F-Dur, op. 21 für Chor und Orchester von Ludwig Rotter (1810–1895)

## Literatur

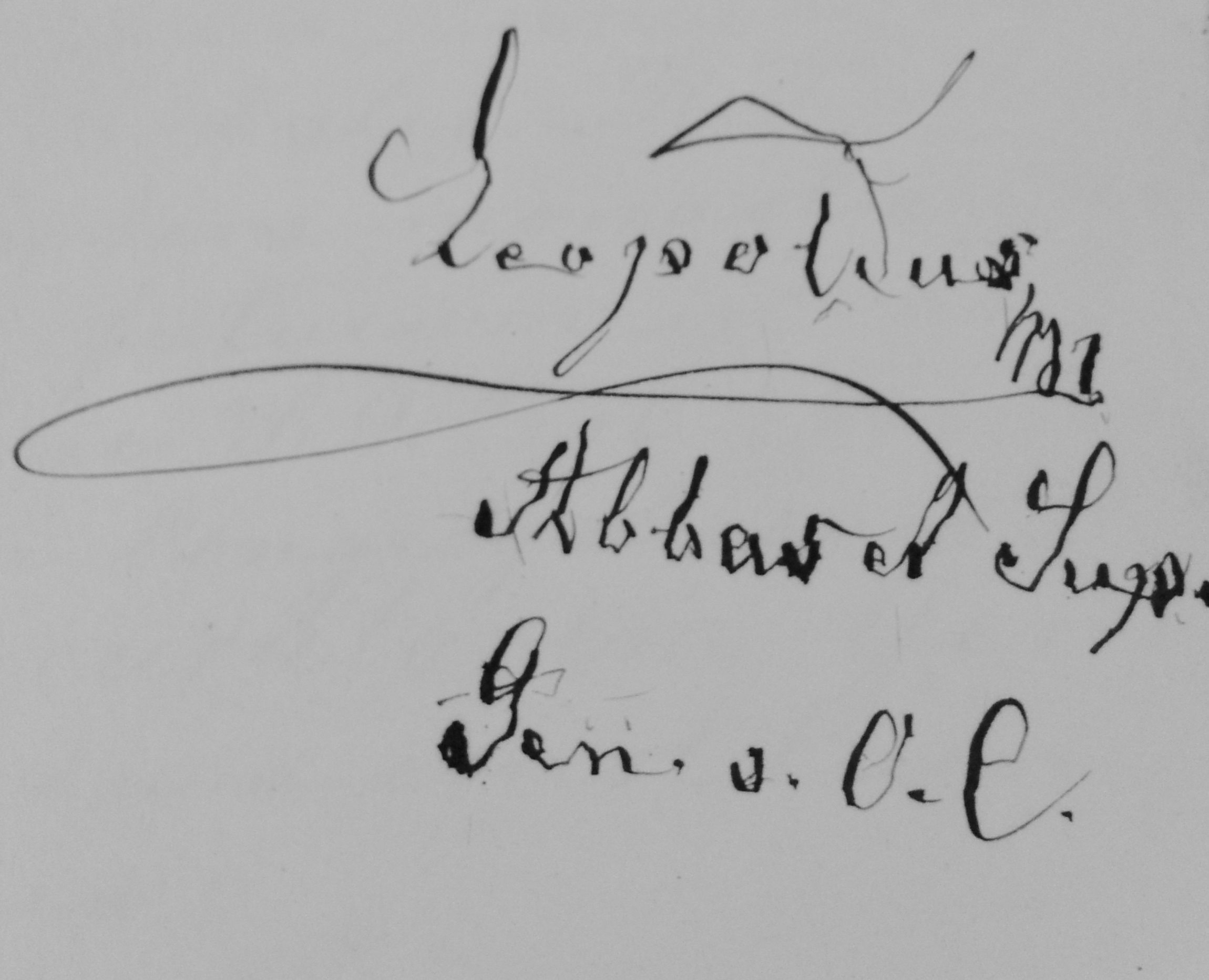
Unterschrift des Leopold Wackarz im hohen Alter